# مارتا اوربانووا
مارتا اوربانووا (چکی: Marta Urbanová؛ زادهٔ ۱۴ اکتبر ۱۹۶۰) بازیکن هاکی روی چمن اهل چکسلواکی است.